# Pärlan
För byggnaden, se Perlan. För filmen, se Pärlan (film 1947)
Pärlan är en roman från 1947 av John Steinbeck. Boken utkom första gången på svenska 1948.
Pärlan är en berättelse om den stora pärlan, om Kino, mannen som fann den och förlorade den igen. Idag anses romanen föråldrad för hur Steinbeck ville förmedla sin moral.  

## Handling
Historien handlar om den fattige fiskaren Kino, som älskar sin hustru Juana och hans nyligen förstfödda son Coyotito. De lever i idyllisk frid till den dag då Coyotito blir stungen av en skorpion och läkaren vägrar bota honom på grund av att Kinos familj är fattig. Då finner Kino världens största pärla och ur den stiger hans lyckodrömmar om ett annat liv. Men pärlan blir hans förbannelse, och han jagas av onda människor som vill beröva honom hans glädje och trygghet.

## Karaktärer
- Kino, bokens huvudperson
- Juana, Kinos fru
- Coyotito, parets barn
- Doktorn, tillkallas efter att Coyotito blivit stucken av en skorpion. Denne vägrar dock bota barnet
- Juan Tomás, Kinos bror
- Apolonias, Juans fru

## Utgåvor
- 1947 – Steinbeck, John (på engelska). The pearl. Penguin Classics. Libris 11838588. ISBN 0749303301
  - 1948 – Steinbeck, John. Pärlan. Översättning: Jonason Olov. Stockholm: Bonnier. Libris 1458301